# Jacques Damala
Aristides Damalas (řecky Aριστεíδης Δαμαλάς; 15. ledna 1855 – 18. srpna 1889), ve Francii známý pod jménem Jacques Damala, byl řecký vojenský důstojník, který se proslavil především jako (o 11 let mladší) manžel Sarah Bernhardtové. Damala žil marnotratným životem, byl posedlý ženami, alkoholem a drogami.

## Diplomatická kariéra a společenský život
Damala se narodil v řeckém Pireu 15. ledna 1855 v aristokratické rodině. Jeho otec Ambrosios byl bohatým lodním magnátem, který později sloužil jako starosta Ermupoli a Pireu. Rodina se později přestěhovala do Marseille ve Francii, kde strávila několik let, dokud se nepřestěhovali do Ermupoli na ostrově Syros poté, co byl Ambrosios jmenován starostou. Rodina se později vrátila do Marseille a nakonec do Pirea.
Po ukončení školy v Pireu strávil Damala čtyři roky v zahraničí, hlavně v Anglii a Francii diplomatickým studiem. Během svého pobytu v zahraničí se seznámil se zástupci vysoké společnosti i se zástupci divadelního světa, protože jeho snem bylo stát se úspěšným hercem. V roce 1878 se vrátil do Řecka a byl přijat do armády. Později nastoupil do Sboru pážat (Пажеский корпус), ruské vojenské školy pro aristokratickou mládež v Sankt Petěrburgu, ale studia nedokončil a vrátit se do Paříže.
Počátkem osmdesátých let získal post vojenského atašé v řeckém diplomatickém sboru . Rychle získal pověst „nejkrásnějšího muže v Evropě“ a od svých přátel přezdívku „diplomat Apollo“, což s sebou neslo zároveň pověst nejnebezpečnějšího muže v Paříži zejména mezi manželi z vyšších kruhů. Stal se ztělesněním hédonismu své doby, pobláznil a zlomil srdce mnoha žen a pravděpodobně i některých mužů. Jeho poměr s manželkou pařížského bankéře Paula Meisonniera zničil pověst ženy do té míry, že byla nucena opustit Francii. Také se říkalo, že přiměl dvě ženy k rozvodu a jednu k sebevraždě. Jedna z jeho zdokumentovaných afér byla s mladou dcerou soudce z Vaucluse, která opustila své rodiče a domov, aby následovala Damalu do Paříže, kde ji opustil, když se jí narodilo dítě. O mladé dívce již nikdy nikdo neslyšel; předpokládá se, že spáchala sebevraždu. Po těchto skandálech byl Damala přeložen do Ruska.

## Setkání se Sarah Bernhardtovou a pobyt v Petrohradě

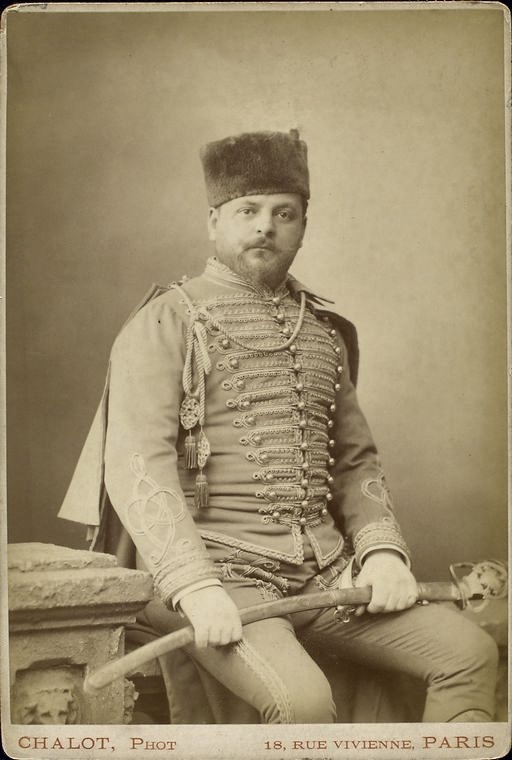
Jacques Damala.

V létě roku 1881, ještě před přeložením do Ruska byl Damala představen Sarah Bernhardtové její nevlastní sestrou, Jeanne. Damala a Jeanne patřili do kruhu známých uživatelů morfia, kteří byli spojeni s divadelním světem. Damala začal hrát malé role jako amatérský herec pod uměleckým jménem „Daria“. Madame Pierre Bertonová, která napsala životopis Sarah Bernhardtové, o setkání napsala:
„Setkání slavné herečky a stejně notoricky známého bonvivána bylo nevyhnutelné. Každý znal pověst toho druhého a jejich pověst i zvědavost byla o to víc podnícená (....) Bernhardtová byla hrdá na svou schopnost dobýt muže a snížit je na úroveň otroků; Damala si zakládal na své schopnosti lovce a lamače ženských srdcí (...) Jejich povahy byly nevyhnutelně navzájem přitahovaly (....) Damala se chlubil přátelům, že jakmile se na ni podívá, velká Sarah Bernhardtová se ocitne na dlouhém seznamu jeho obětí; a Bernhardtová si nebyla o nic méně jistá, že bude stačit pouhé slovo, aby si Damalu omotala kolem prstu.“
Oba se brzy setkali. Přestože byla Bernhardt, tou dobou ještě ve vztahu s jiným mužem (Philippem Garnierem), pobouřena Damalovou nestydatostí, byla k němu silně přitahována a brzy se do něj šíleně zamilovala. Tehdy se chystala zahájit své světové turné; věděla, že Damala byl přeložen do Petrohradu a protože měla zájem se s ním znovu setkat, rozhodla se uspořádat šestiměsíční turné v Rusku, přestože dříve opakovaně nabídky o vystoupení v této zemi odmítala. V Petrohradě pak pobývala několik měsíců jako oficiální host ruského cara Alexandra III. a její láska k Damalovi se zde prohloubila. Otevřenost jejich vztahu pohoršovala místní společenské kruhy a stala se vděčným tématem společenských debat.

## Manželství a nová kariéra
Vztah obou milenců nebyl zdaleka šťastný. Damala družku veřejně zesměšňoval před svými přáteli. Bernhardtová ho na oplátku nazývala „cikánským Řekem“. Nakonec to byla ale spíše ona, která tolerovala jeho urážky a dokonce prosila o odpuštění. Bylo vidět, že Damala má ve vztahu navrch. Nicméně poté, co Bernhardtová odjela z Ruska, aby pokračovala v turné v dalších evropských zemích, odešel Damala z diplomatického sboru a následoval její divadelní společnost. V Londýně měla na konci turné hrát roli Theodory v dramatu Victoriena Sardoua. Místo toho poslala Sardouovi telegram: „Umírám a nejvíc ze všeho je mi líto, že nebudu hrát ve vaší hře. Sbohem.“ O několik hodin později Sardou obdržel druhou zprávu od Bernhardtové: „Nejsem mrtvá, jsem vdaná“. Když se Sardou později zeptal, proč se provdala, odpověděla, že to byla jediná věc, kterou nikdy nezkusila. Její impulzivní rozhodnutí vdát se přišlo zřejmě opravdu z její iniciativy, dá-li se věřit Damalovi, který sarkasticky sděloval přátelům, že ho o ruku požádala ona. Svatba se konala 4. dubna 1882 v Londýně.
Přestože Bernhardtová se před novináři nechala slyšet, že „tento starořecký bůh je mužem jejích snů“, manželství se v tisku stalo předmětem kritiky a dokonce satiry. Karikatury Bernhardtové a Damaly na několik měsíců zaplavily noviny.
Damala byl v manželství s Bernhardtovou ještě nevěrnější než před tím, Bernhardtová mu ale přes ponížení, které jí tím způsoboval, odpouštěla a dokonce mu dávala peníze, které na zálety využíval. Po návratu do Paříže se Damala, puzen perspektivou stát se divadelní hvězdou, rozhodl pokračovat v herecké kariéře. Bernhardtová koupila divadlo Théâtre de l'Ambigu a učinila nešťastné rozhodnutí jmenovat ředitelem svého syna Maurice, který byl od začátku proti jejich manželství, a Damalu hlavním hercem.
Současníci Bernhardtové byli zmateni jejím rozhodnutím zbavit se profesionálních herců, aby vystupovala s amatérem. Damala byla popisován jako herec výjimečně nezkušený, postrádající jakoukoli hereckou kvalifikaci, techniku nebo načasování, navíc s nesrozumitelným řeckým přízvukem. Hrál např. Armanda Duvala v Dámě s kaméliemi. Na rozdíl od ní, Damala získal méně než nadšené recenze, z čehož vinil svou manželku.

## Rozluka
V prosinci 1882, Bernhardtová hrála v dramatu Fédora Victoriena Sardoua a znovu získala vynikající ohlas. Sardou hru napsal speciálně pro ni, ale angažmá Damaly odmítl. Bernhardtová jmenovala svého manžela ředitelem své divadelní společnosti na turné, což bylo rozhodnutí, které se ukázalo jako katastrofální vzhledem k nedostatku jeho zkušeností a stále větší závislosti na drogách. Nakonec byl i z tohoto postavení odvolán. Damalovo chování ovlivněné drogami bylo často skandální. Při jedné příležitosti si na jevišti svlékl šaty a odhalil publiku své holé hýždě. 12. prosince 1882 Bernhardtová odmítla dál platit manželovi drogy a ženy. Druhý den ráno odešel Damala bez předchozího upozornění do severní Afriky. Uvědomil si, že nikdy nebude považován za něco víc než „muže Sarah Bernhardtové“ a rozhodl se narukovat do cizinecké legie v Alžírsku.
Začátkem roku 1883 odjela Bernhardtová na turné do Skandinávie se svým novým milencem, dramatikem Jeanem Richepinem. Po návratu do Paříže zjistila, že Damala opět žije ve svém domě. Opustila Richepina a znovu začala žít se svým manželem; manželství se však zhoršilo ještě více kvůli Damalově extrémní drogové závislosti a konec vztahu se stal nevyhnutelný. Bernhardtová donutila manžela ke klinické léčbě, což se po půl roce opakovalo znovu. Manželství ale nebylo nikdy rozvedeno a legálně trvalo až do Damalovy smrti v 1889. Vzhledem k tomu, že Bernhardtová měla katolickou výchovu, rozhodla se pouze pro rozluku, a za to, že se zavázal už nikdy do jejího života nevstoupit, mu platila měsíční apanáž.

## Život po odloučení a zhoršení zdraví
Po rozluce se Damala pokusil vrátit do diplomatického světa. Když neuspěl, rozhodl se zůstat u herecké profese. V roce 1883 ztvárnil nejpamátnější roli své kariéry (s výjimkou role Armanda) jako Philippe Berlay, partner Jane Hadingové v divadelní adaptaci románu Georgese Ohneta Maître de Forges (Kovolijec). Hra byla s velkým úspěchem uváděna celý rok v Théâtre du Gymnase v Marseille.
Damala hrál v několika nezapomenutelných inscenacích i v následujících letech, např. hlavní mužskou roli (jako Jean Gaussin) v komedii Sapho, jevištní adaptaci románu Alphonse Daudeta, opět s Hadingovou jako svou hereckou partnerkou.
Navzdory těmto několika úspěšným rolím byl Damala po rozluce od velké divy pařížskou společností přehlížen a rychle zapomenut. V březnu 1889 se Bernhardtová po ročním evropském turné vrátila do Paříže a obdržela zprávu od Damaly, která ji informovala, že umírá v Marseille a prosí ji, aby mu odpustila a vzala ho zpět. V tuto chvíli se prokázala skutečnost, že nikdy svého manžela nepřestala milovat: opustila Paříž a spěchala ošetřovat Damalu, jehož zdraví bylo v důsledku dlouhodobé závislosti nevratně podlomené. Vzala si ho do svého domu a poté, co se trochu zotavil, obsadila ho opět do hlavní role v Dámě s kaméliemi. Damala slíbil, že přestane brát morfium a vydal se s Bernhardtovou na evropské turné (které zahrnovalo také Egypt). Ve skutečnosti se Damalova závislost na drogách postupně zhoršovala. Pokračoval v užívání morfia a při jedné příležitosti byl téměř zatčen za to, že chodil nahý v Hotelu de Ville v Miláně. Damala si znovu zahrál roli Armanda, ale po šesti týdnech se zhroutil a byl odvezen do nemocnice. Při představení, v němž hrála Bernhardtová, si koupil vstupenku do první řady a dělal na ní obličeje. Když to spatřil jeden z jejích bývalých milenců, Philippe Garnier, fyzicky ho napadl. Krátce před smrtí mu Bernhardtová nabídla další roli ve hře Lena v Théâtre des Variétés. Tuto roli sehrál pouze dvakrát.

## Nelegitimní dcera
Na začátku roku 1889 Damala také během přestávek zplodil dítě s jednou ze svých milenek, divadelní statistkou, která mu během přestávek injektovala heroin. Poté, co jeho milenka porodila holčičku, položila dítě do koše na Bernhardtově prahu spolu se vzkazem. Bernhardtová zuřila, když zjistila, že by měla být Damalova nelegitimní dcera svěřena do její péče a uvažovalo o tom, že by se dítě mělo utopit v řece Seině. Její služebnictvo se pokusilo upozornit Damalu na jeho povinnosti vůči dítěti, ale ten už nebyl kvůli své hluboké závislosti k něčemu podobnému svéprávný. Naštěstí život jeho dcery zachránil přítel Bernhardtové a Damaly, obchodník se zbraněmi a budoucí magnát Basil Zaharoff, který pro dítě našel náhradní rodinu. Nakonec byla dívka pokřtěna jako Teresa (1889–1967) a byla vychována v Adrianopoli ve východní Thrákii.
Dobrodružství Damalovy dcery (která krátce žila ve vztahu s Ernestem Hemingwayem a Gabrielem D'Annunzio a ve 20. letech 20. století stála modelem Picassovi) byl dokumentován v historickém románu Teresa (Řek: Tερέζα, prohlásil Tereza ) Fredyho Germanose, publikovaném v roce 1997. Bernhardtová a Teresa Damala se o mnoho let později setkaly.

## Smrt

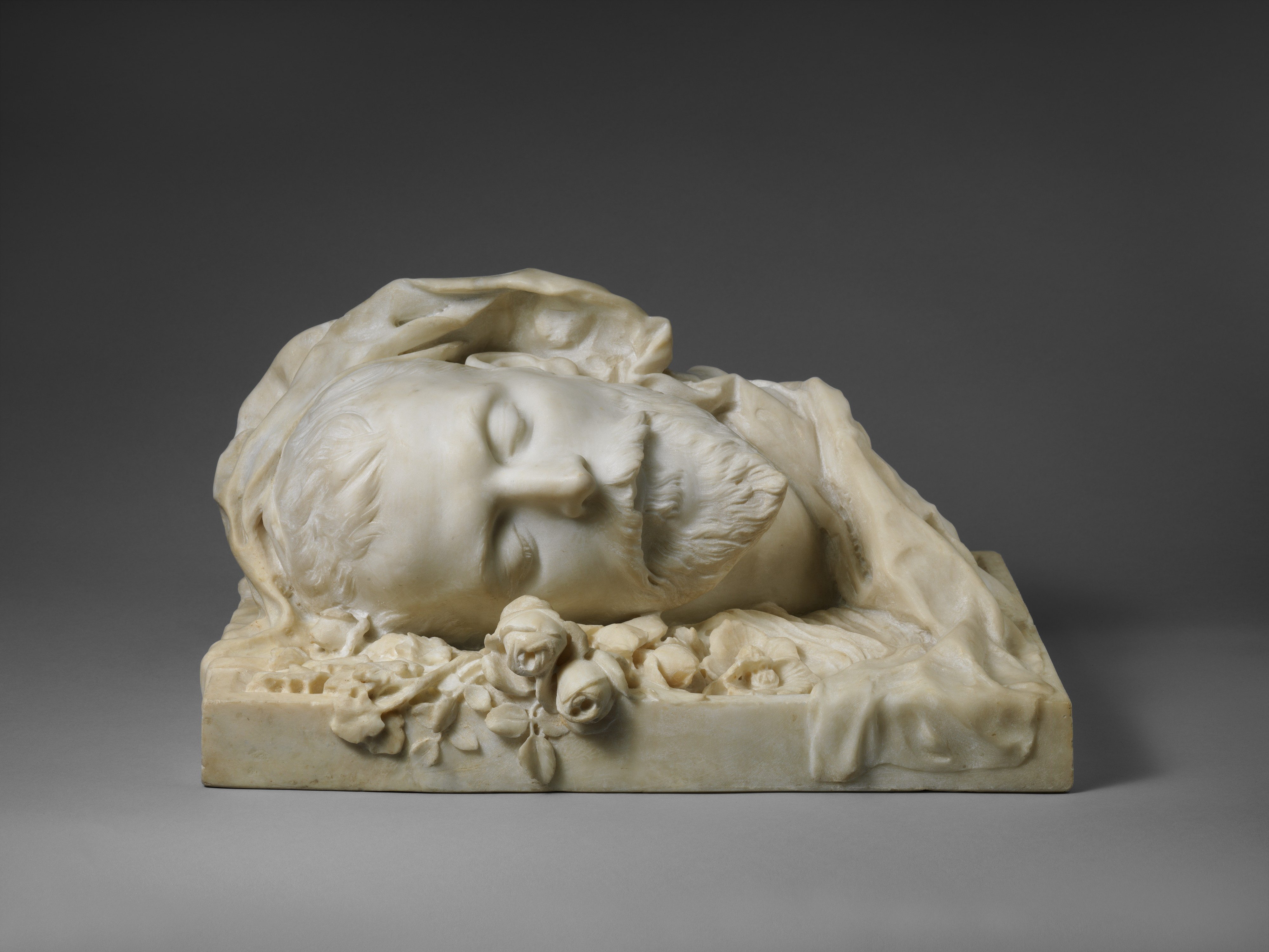
Damalova posmrtná maska pořízená Sarah Bernhnardtovou (1889)

Damala byl nalezen mrtvý v Paříži 18. srpna 1889, v hotelovém pokoji, v důsledku předávkování morfiem a kokainem. Bylo mu 34 let. Když se Bernhardtová o jeho smrti dozvěděla, údajně prohlásila: „No, je mu o hodně lépe...“. Nechala ho pohřbít v Athénách a na hrob nechala dát jeho posmrtnou masku, kterou sama nechala odlít. Až do konce života se u jeho hrobu zastavila pokaždé, když měla vystoupení na Balkáně.
Bernhardtová držela smutek celý rok po Damalově smrti. Úředně přijala jeho příjmení Sarah Bernhardt-Damala a po jeho smrti se až do své smrti psala Sarah Bernhardt, vdova Damalová.

## Dědictví
Ve filmech o Sarah Bernhardtové byl ztvárněn třemi herci, Johnem Castlem ve filmu Neuvěřitelná Sarah (s Glendou Jacksonovou v hlavní roli) v roce 1976, kanadským hercem Jeanem LeClercem v televizním filmu Sarah (také 1976) a Gonzalem Vegou v mexickém televizním seriálu La Divina Sarah (1980).
Damalova mladší sestra, Eirene (ca 1857–?), měla krátký milostný poměr se známým americkým spisovatelem a novinářem irského původu Frankem Harrisem, který později detailně popsal ve své skandální autobiografii Můj život a lásky .

## Větší herecké role
- Catulle Mendés Les Meres Ennemies
- 1882 Alexandre Dumas La Dame aux Camélias (jako Armand)
- 1883 Georges Ohnet Maître de Forges (jako Philippe Berlay). Představení v Paříži bylo „velkým a nečekaným úspěchem“, „k překvapení pana Dalamy“.
- 1885 Alphonse Daudet Sapho (jako Jean Gaussin)
- 1887 Ohnet La Comtesse Sarah
- 1889 Dumas La Dame aux Camélias (jako Armand)